# Communauté rurale de Thiaré Ndialgui
La communauté rurale de Thiaré Ndialgui est une communauté rurale du Sénégal située à l'ouest du pays.
Créée en 2011, elle remplace la communauté rurale de Diakhao et fait partie de l'arrondissement de Ndiob, du département de Fatick et de la région de Fatick.

## Villages de la communauté rurale
La CR est composée des villages suivants :
01. - Boof Louloum ; 
02. - Boof Mbaleme 1 ; 
03. - Boof Mbaleme 2 ; 
04. - Boof Poupouye ; 
05. - Diadel ; 
06. - Diock ; 
07. - Famb ; 
08. - Fandaye ; 
09. - Goundiaye ; 
10. - Lakhar ; 
11. - Marane ; 
12. - Maroneme ; 
13. - Mbamane ; 
14. - Mbotil Ndone ; 
15. - Mone Khale ;
16. - Ndiamsil ;
17. - Ndieleme Farba ;
18. - Ndieleme Soupe ;
19. - Ndjilasseme Keur Bissick ;
20. - Ndjilasseme Serere ;
21. - Ndjilasseme Thieurigne ;
22. - Ndoffane Made ;
23. - Ndoffene ;
24. - Nguecokh ;
25. - Sandock ;
26. - Sass Linguère ;
27. - Thiare Ndialgui ;
28. - Thiare Ngolgui ;
29. - Thiouthioune ;
30. - Toffaye.